# 標津羊羹

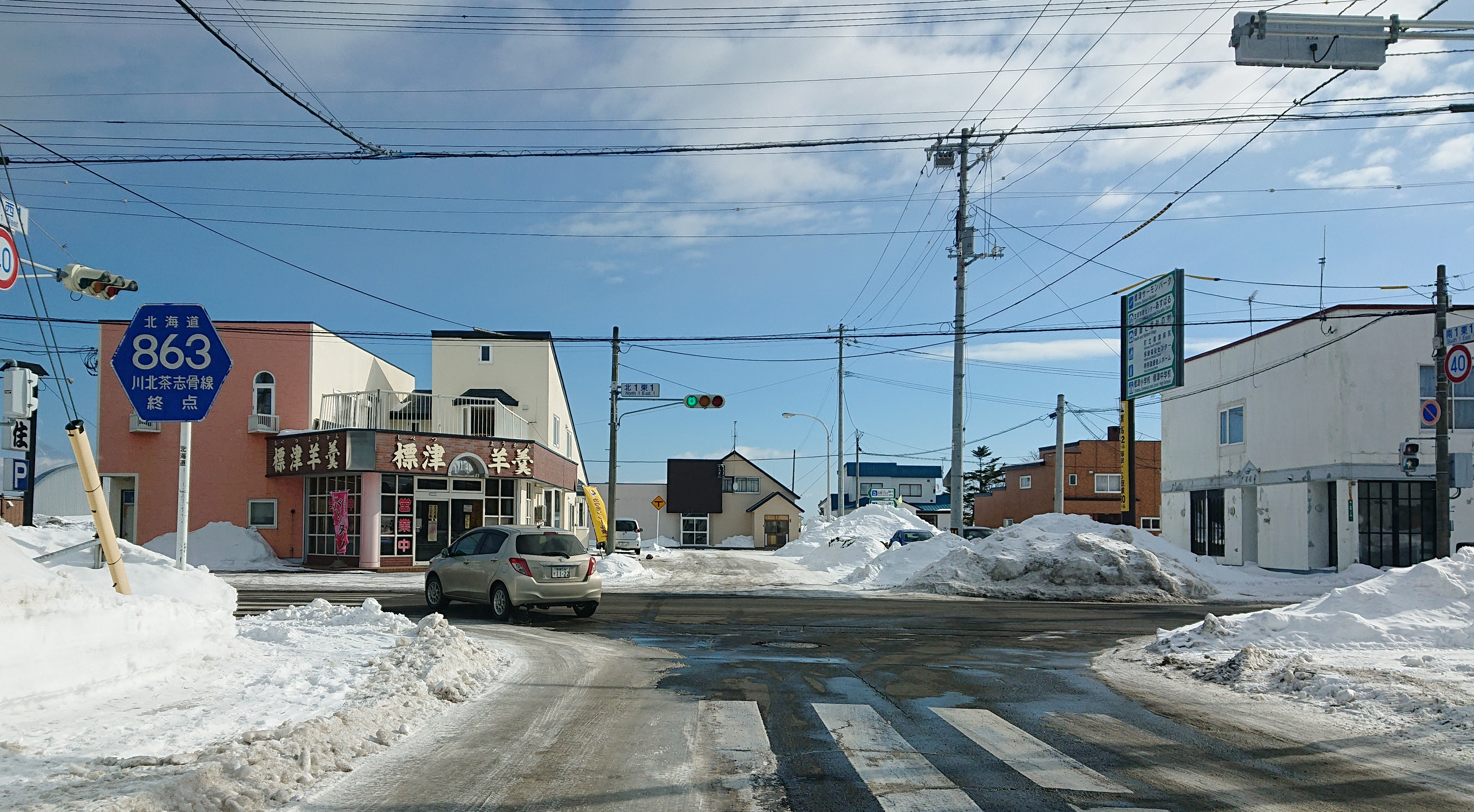
長谷川菓子舗（交差点左奥の「標津羊羹」と書かれた建物）

標津羊羹（しべつようかん）とは、北海道標津郡中標津町で製造販売されている羊羹で、主に道東（北海道東部の方）で販売されている北海道銘菓のひとつである。

## 概要
長谷川菓子舗、標津羊羹本舗、菓子司はせ川が製造・販売する羊羹である。小豆ではなく北海道産の金時豆を使うのが特徴。砂糖にはビート糖（甜菜糖の総称）を用いており、合成着色料は使用していない。甘さは控えめ。
道東を代表する銘菓の1つとして、道東の空港やスーパーマーケットなど、道東ではあちこちで販売されているほか、札幌市でも販売されている。

## 名称について
北海道には昭和初期以前に創業している老舗店舗の羊羹が複数あるが、標津羊羹もそういった老舗の羊羹の1種である。こういった老舗の羊羹のなかには、生まれた土地の名前を冠しているものもあるが、標津羊羹は標津町産ではなく隣接する中標津町産である。
現在の中標津町は、1946年に標津村から分村して中標津村になった経緯があり、標津羊羹が誕生した当時は標津村の一地域が中標津であったためである。

## 歴史
1927年（昭和2年）に長谷川藤作が長谷川菓子舗を創業し、標津郡標津村中標津原野東1条南1丁目に店舗を構え羊羹の販売を行った。
長谷川菓子舗は、藤作の次男・茂が2代目を継ぎ、茂の子息・祐一が3代目として継いでいる。
1975年以降、創業者・長谷川藤作から子孫に会社が引き継がれる際、有限会社長谷川菓子舗（標津羊羹、および、お菓子類の販売）と株式会社標津羊羹本舗（標津羊羹の製造）に分業し、現在に至る。
2016年にフランス・パリで開催された「YOKANコレクション」では日本各地から11軒の羊羹の展示と試食が行われたが、その中の1つに標津羊羹が含まれていた。